# Flo (geologi)
| Ordovicium 485 miljoner – 444 miljoner år före nutid | Ordovicium 485 miljoner – 444 miljoner år före nutid | Ordovicium 485 miljoner – 444 miljoner år före nutid | Ordovicium 485 miljoner – 444 miljoner år före nutid |
| Period (System)                                      | Epok (Serie)                                         | Ålder (Etage)                                        | Miljoner år sedan                                    |
| ---------------------------------------------------- | ---------------------------------------------------- | ---------------------------------------------------- | ---------------------------------------------------- |
| Silur                                                | Llandovery                                           | Rhuddan                                              | senare                                               |
| Ordovicium                                           | Yngre ordovicium                                     | Hirnant                                              | 445–444                                              |
| Ordovicium                                           | Yngre ordovicium                                     | Katy                                                 | 453–445                                              |
| Ordovicium                                           | Yngre ordovicium                                     | Sandby                                               | 458–453                                              |
| Ordovicium                                           | Mellersta ordovicium                                 | Darriwil                                             | 467–458                                              |
| Ordovicium                                           | Mellersta ordovicium                                 | Daping                                               | 470–467                                              |
| Ordovicium                                           | Äldre ordovicium                                     | Flo                                                  | 478–470                                              |
| Ordovicium                                           | Äldre ordovicium                                     | Tremadoc                                             | 485–478                                              |
| Kambrium                                             | Furong                                               | Etage 10                                             | tidigare                                             |

Flo är en geologisk tidsålder som varade ungefär mellan 478 och 470 miljoner år sedan, under ordovicium. I lagerföljdernas kronostratigrafi är flo det översta etaget  av nedre ordovicium och inom geokronologi är det den andra och sista åldern inom äldre ordovicium.

## Namn
Tidsåldern är uppkallad efter Flo socken i Västergötland. Namnet föreslogs av Stig M. Bergström m.fl. 2006. På engelska heter den Floian. År 2015 utgav den Internationella stratigrafiska kommissionen en version av sin stratigrafiska tabell på norska, och där fick tidsperioden namnet Flo.

## Global referenspunkt i Sverige
Början på flo-tiden definieras med hjälp av en global referenspunkt (GSSP) som ligger vid Diabasbrottet vid Hunneberg. Det finns bara två geologiska tidsåldrar som på detta sätt definieras i Sverige (den andra är sandby-tiden). 